# Afrika (KFT-dal)
Az Afrika a KFT együttes egyik legsikeresebb dala. Zenéjét és szövegét Laár András írta 1982-ben, de a dalt a korai verzióban csak a román rádiók játszották 1989 után. A KFT együttes harmadik, Bál az Operában című lemezén jelent meg először, és kislemezen is kiadták. A KFT a dalhoz a Balatonon, a Csobánc nevű hajón forgatott videóklipet, 1987-ben.[forrás?]

## Története
A KFT második albumának kereskedelmi sikere nem érte el az ország egyetlen lemezkiadója, a Hungaroton vezetőinek elvárásait, ezért ultimátumot adtak a zenekarnak: írjanak országos slágert, vagy felbontják a lemezszerződésüket. Laár a dalt eredetileg Itália címen írta meg dühében egyetlen óra alatt, a szöveg Olaszország szépségeit ecsetelte. A zene változatlan maradt, de a címet és a szöveget a rögzített változatban az egzotikusabb Afrikára módosította a szerző.

## Feldolgozások
Élőben többek között a Genius, a Back II Black, a Road, a Cotton Club Singers együttesek műsorában szerepelt, többféle verzióban.
A Pa-Dö-Dö és az Irigy Hónaljmirigy lemezre is felvette feldolgozását. Shane54 a 2004-es Budapest Parádéra dolgozta fel a dalt, verziója a Laptop DJ lemezen Shane 54 Szavanna remix címmel jelent meg 2006-ban.
A tanzániai Serengeti Troupe közreműködésével készült, szuahéli nyelven előadott feldolgozáshoz 2017-ben a MOME hallgatói készítettek animációt. Az így létrehozott videóklipet ("Afrika / HolyHOle remix / KFT feat. Serengeti Troupe") a KFT 2017 végén hivatalosan is közzétette.

## Egyéb előfordulások
Minden idők egyik legsikeresebb magyar filmje, a Valami Amerika buli-jelenetében az Afrikára táncolnak a szereplők.
2010-ben a Magyar Televízió Dob+Basszus tévéműsorában Vámos Miklós írt hozzá új, gasztronómiai szöveget, ezt a rendhagyó verziót a KFT zenekar elő is adta. 2022-ben a Duna Csináljuk a fesztivált! című szórakoztató műsorának harmadik válogatójában Palcsó Tamás adta elő a dalt.